# Dealul Visočica
A nu se confunda cu Dealul Visoca din Republica Moldova

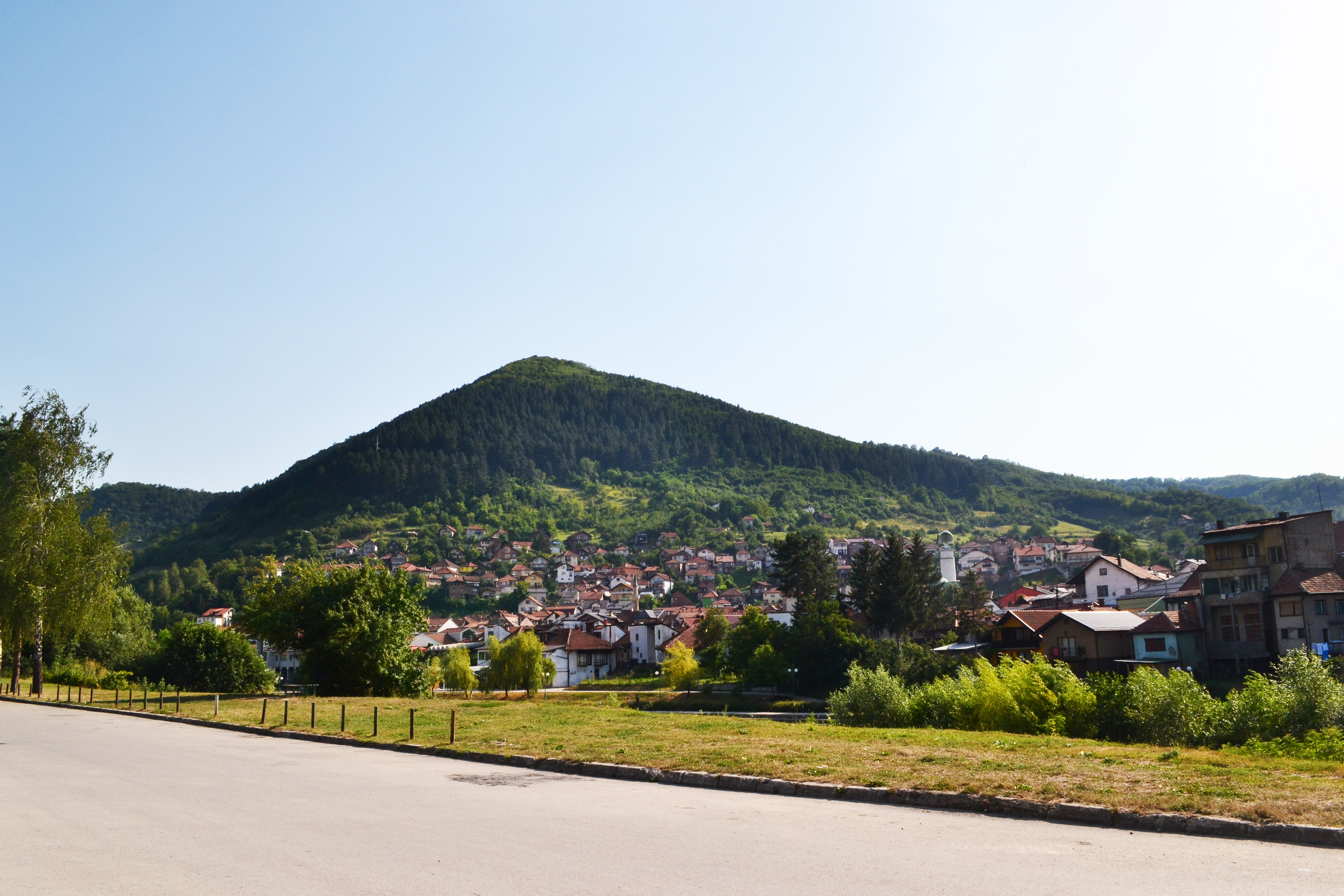
Dealul Visočica, în Visoko, Bosnia și Herțegovina (2013)

Visočica (pronunțat [ʋi.sɔ̌.tʃi.tsa], cunoscut și sub numele de Brdo Grad pronunție în sârbocroată [br̩̂dɔ ɡrâːd], din bosniacă cu sensul de: Dealul orașului) este un deal de 213 metri înălțime din Bosnia și Herțegovina, renumit ca sit al vechiului oraș Visoki pronunție în sârbocroată [ʋǐsɔkiː]. 
Dealul a fost de mai bine de un deceniu obiectul unei credințe pseudoarheologice care afirmă că acesta face parte dintr-un complex antic de piramide create de om. Această noțiune este respinsă categoric de arheologi și geologi.

## Vechiul oraș Visoki

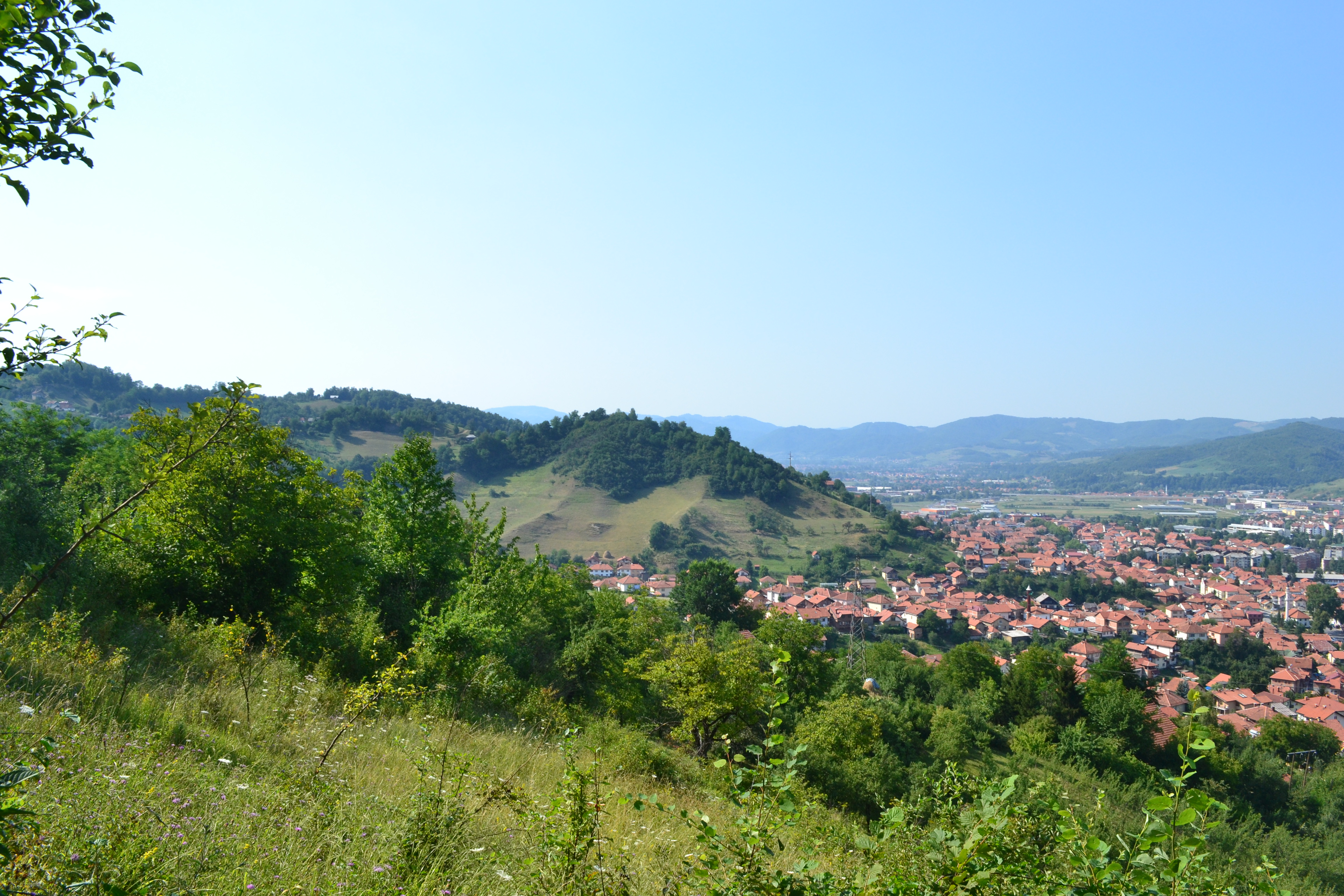
Vedere a orașului Visoko de pe dealul Visočica

Vechiul oraș Visoki a fost un faimos castel regal medieval în timpul secolului al XIV-lea, situat în Visoko pronunție în sârbocroată [ʋisɔkɔ], Bosnia și Herțegovina. Prima mențiune a orașului a fost la 1 septembrie 1355, în carta „in castro nosto Visoka vocatum” dată de regele Tvrtko I al Bosniei în perioada când doar era un tânăr ban. Orașul pare să fi fost abandonat înainte de anul 1503, deoarece nu este menționat în tratatul turco-ungar care a fost instituit în acel an. În anul 1626, Đorđić a menționat Visoki printre orașele abandonate.

## Presupusă piramidă artificială
Dealul Visočica a intrat în atenția internațională în octombrie 2005, în urma unei campanii de promovare a ideii fără bază științifică că acesta face parte dintr-un grup de piramide artificiale antice și că este cea mai mare piramidă a acestui complex. Această idee a fost promovată intens de autorul ei, scriitorul și omul de afaceri bosniac care a emigrat în Houston, Semir Osmanagić, care de atunci a transformat situl într-o destinație turistică care i-a adus numeroase avantaje economice. 
Toate investigațiile științifice au ajuns la concluzia că dealul Visočica și dealurile înconjurătoare sunt formațiuni geologice naturale cunoscute sub numele de flatiron și niciun studiu științific nu a demonstrat existența unor piramide artificiale în Bosnia. Arheologii au criticat autoritățile bosniace pentru susținerea afirmațiilor lui Semir Osmanagić spunând că: „această schemă este o farsă nemiloasă pentru un public neavizat și nu are loc în lumea științei adevărate”.
Cu toate acestea, din 2017, Osmanagić a continuat să își deruleze proiectul de la Visočica și să lege dealul de teorii și noțiuni non-științifice care există de mult timp, cum ar fi energia liberă și astronauții antici.